# Lander Olaetxea
Lander Olaetxea Ibaibarriaga (Abadiano, Vizcaya, 12 de abril de 1993) es un futbolista español que ocupa la demarcación de centrocampista en la S. D. Eibar de la Segunda División de España.

## Trayectoria
Se formó en la cantera de la Cultural de Durango. Durante la temporada 2012-13 estuvo cedido en el Iurretako KT de la División de Honor de Vizcaya, la máxima categoría regional de la provincia. Tras la cesión, volvió al club durangués. Allí fue uno de los jugadores destacados en Tercera División, lo que ayudó a que fichara por el Bilbao Athletic para la temporada 2015-16, en la cual jugaría en Segunda División. Sin embargo, debido al gran salto de categoría apenas jugó nueve partidos.
Tras disputar 33 partidos en la temporada 2016-17, en Segunda División B con el Bilbao Athletic, fichó por la S. D. Gernika para la campaña 2017-18. De cara a la temporada 2018-19 se unió a la plantilla de la U. D. Logroñés. Tras tres campañas en el club riojano, en los que logró un ascenso a Segunda División en 2020, firmó por la S. D. Amorebieta de Segunda División.
El 25 de julio de 2022 se oficializó su incorporación al Albacete Balompié por una temporada con opción a otra. Un mes después marcó su primer gol con el club manchego, con un remate de cabeza en el minuto 95, que sirvió para ganar a la SD Huesca (2-1). Tras finalizar su contrato con el club manchego, el 10 de julio de 2024 se anunció oficialmente su incorporación al Real Sporting de Gijón durante una temporada. Cuando esta terminó, volvió al País Vasco para jugar en la S. D. Eibar hasta 2027.

## Clubes
| Club                   | País   | Año       |
| ---------------------- | ------ | --------- |
| Cultural de Durango    | España | 2012-2015 |
| Bilbao Athletic        | España | 2015-2017 |
| S. D. Gernika          | España | 2017-2018 |
| U. D. Logroñés         | España | 2018-2021 |
| S. D. Amorebieta       | España | 2021-2022 |
| Albacete Balompié      | España | 2022-2024 |
| Real Sporting de Gijón | España | 2024-2025 |
| S. D. Eibar            | España | 2025-     |